# Маслов, Игнатий Петрович
Игнатий Петрович Маслов (1840—1917/8, Петроград) — русский военачальник, генерал от инфантерии, один из основоположников русской военной психологии.

## Биография
Родился 15 мая (3 мая по ст. ст.) 1840 года в Тамбовской губернии, детство провел в Тамбове.
В 1858 году вступил в службу после окончания Московского 1-го кадетского корпуса, произведён в прапорщики. В 1860 году после окончания Михайловской артиллерийской академии произведён в подпоручики. В 1863 году произведён в поручики.
В 1864 году после окончания Николаевской военной академии по I разряду произведён в штабс-капитаны с оставлением по Генеральному штабу. В 1867 году произведён в капитаны, в 1868 году в подполковники. С 1870 года полковник — начальник штаба 37-й пехотной дивизии. С 1876 года командир Новочеркасского 145-го пехотного полка.  С началом Русско-турецкой войны полк командировал 11 офицеров на формирование командного состава дружин болгарского ополчения.
С 1880 года прикомандирован для особых поручений к штабу Войск гвардии и Петербургского военного округа. С 1884 года генерал-майор — начальник штаба 2-го армейского корпуса. С 1892 года — начальник штаба Омского военного округа. В 1894 году произведён в генерал-лейтенанты. С 1895 года командир 30-й пехотной дивизии.
С 1899 по 1906 годы командир 4-го армейского корпуса, расквартированного в Виленском военном округе. В 1904 году произведён в генералы от инфантерии.

Игнатий Петрович Маслов — один из основоположников русской военной психологии; участвовал в составлении военного обозрения Петербургского военного округа, исследовал проблемы нравственного и психологического климата в армейской среде. Он критиковал палочную систему, практиковавшуюся в русской армии, был убежденным сторонником того, что солдат и офицеров необходимо не муштровать, а воспитывать и физически, и нравственно, развивая высокие моральные принципы. Маслов Маслов — автор труда «Научные исследования по тактике», значительная часть которого посвящена «анализу сил бойца».
«Нетрудно понять, почему во всех отраслях человеческой деятельности наибольшее значение имеют нравственные силы. Ценность работы как материальной, так и умственной силы человека всецело зависит, во-первых, от того, стремится ли человек к общей пользе, а во-вторых, от того, правильно ли он смотрит на пользу. И то, и другое обусловливается теми нравственными стимулами, которые руководят его поступками. Вообще ни на мускульную, ни на умственную деятельность бойца в сражении нельзя надеяться, если он не имеет нравственных побуждений, направляющих его усилия к победе, или если эти побуждения так слабы в нем, что заглушаются чувством самосохранения и эгоистическим расчетом... Приведенное объяснение уже позволяет нам заключить, что боец должен быть возможно более и нравственен, и умен, и силен, но прежде всего он обязан быть нравственным» (Научные исследования по тактике. Вып. II. Анализ нравственных сил бойца).
События октября 1917 года застали Игнатия Петровича и его супругу в Крыму. Их дочери, Ольге Игнатьевне, удалось приехать за родителями и привезти их Петроград: «я была ещё достаточно крепка, чтобы предпринять трехмесячную поездку за престарелыми родителями в Крым и перевезти их в Петроград (естественно, в товарном вагоне) в период Гражданской войны, не считаясь с потерями имущества, соглашаясь на всевозможные „реквизиции“ и давая взятки многажды и многим» (Мы служили Отечеству: воспоминания О. И. Олоховой. СПб, 2012).

#### Семья
Жена — Любовь Николаевна Липина (1846—1926), дочь генерал-майора, тайного советника Н. И. Липина.
Их дети: 
- Ольга (1868—1955) была замужем за В.А.Олоховым, оставила воспоминания[1]; ее частично оцифрованный фонд хранится в ЦГИА Санкт-Петербурга (фонд 2312)[2].
- Наталья (1873—1968), в замуж. Адамович, художница. Эмигрировала, жила в Китае, а затем в США[3]. Муж — Лев Михайлович Адамович.
- Мария (1874—1950). Ее муж — Юрий (Георгий) Михайлович Тихменев (1873—1943), генерал-майор Генерального штаба; после 1917 года служил в РККА [4][5], брат Н.М.Тихменева.
- Николай (1875—после 1941), был репрессирован, умер в Вишерском лагере.[2] Его жена — Надежда Ивановна, урожд. Азанчеевская (1880—1958).
- Юлия (1876—1920). Во время Первой мировой войны была сестрой милосердия в санитарном поезде[6].

## Награды
- Орден Святого Станислава 1-й степени (1886)
- Орден Святой Анны 1-й степени (1889)
- Орден Святого Владимира 2-й степени (1893)
- Орден Белого орла (1898)

## Труды
- Маслов Игнатий Петрович Научные исследования по тактике: Предварительные понятия о тактике как науке и Элементарные силы бойца /  Вып. 1 - СПб.: тип. Тренке и Фюсно. - 2 т. 1896 г. — 74 с.
- Маслов Игнатий Петрович / Научные исследования по тактике: Анализ нравственных сил бойца / Вып. 2 - СПб.: тип. Тренке и Фюсно. - 2 т. 1896 г.— 478 с.
- Маслов Игнатий Петрович / Стратегические недоразумения и попытка к их разрешению /  Санкт-Петербург : тип. Гл. упр. уделов, 1901 г. — 44 с.